# Premios Fénix
El Premio Iberoamericano de Cine Fénix fue una entrega de premios a los realizadores pertenecientes a las artes audiovisuales de toda América y la península ibérica (Iberoamérica). 
Fue organizado por la asociación Cinema23, conformada por un grupo de más de 700 integrantes dedicados a los quehaceres cinematográficos y televisivos de Iberoamérica. 
En su edición de 2019 los premios fueron cancelados debido a la falta de subvenciones públicas y poco interés de la iniciativa privada mexicana.

## Historia
La primera entrega de estos premios se llevó a cabo en el Teatro de la Ciudad "esperanza Iris", ubicado en la Ciudad de México en 2014. Diversas personalidades del mundo de la música se presentaron para animar este evento en el que se entregaron premios a artistas de las artes cinematográficas pertenecientes a Iberoamérica.

## El Premio
La Pieza
La pieza original es creación del artista Artur Lescher. Representa un huevo del ave fénix y está hecha de aluminio anodizado negro mate con un anillo de latón, para las 12 categorías, y de aluminio natural pulido para los premios especiales.
¿Por qué Fénix?
El Fénix hace referencia, por un lado, a la singular y fantástica ave que los antiguos creyeron que se consumía por acción del fuego cada 500 años y renacía de sus cenizas, y por otro, a lo que es exquisito o único en su especie.
El Premio iberoamericano de cine Fénix evoca la metáfora del renacimiento en los diferentes procesos que componen la creación cinematográfica: idea, desarrollo, realización, distribución, exhibición.
De la misma forma, el premio toma este nombre para referirse al cine hecho en América Latina y la península ibérica como único.
El Artista
La pieza original es creación del artista brasileño Artur Lescher (São Paulo, 1962).

«El Fénix renace de sus cenizas. De un huevo carbonizado surge un ser luminoso. El objeto propuesto se compone principalmente de relaciones de dualidad y contraste. Se afirma por sus características formales y por las relaciones que establece entre los materiales y los elementos que lo componen.

No se trata propiamente de un trofeo, sino de un objeto activo que funciona como un desencadenador de fuerzas, constelando y evocando los conceptos involucrados en el contexto del Premio iberoamericano de cine Fénix». Artur Lescher

## Ceremonias
La primera ceremonia de los Premios Fénix se llevó a cabo en Ciudad de México el 30 de octubre de 2014.
La siguiente tabla muestra los ganadores de los premios más importantes: mejor largometraje, mejor director, mejor actor, mejor actriz y Fénix a la trayectoria profesional.
| Gala (fecha)     | Película             | Director                  | Actor               | Actriz           | Premio de honor                    | Premio al trabajo crítico |
| ---------------- | -------------------- | ------------------------- | ------------------- | ---------------- | ---------------------------------- | ------------------------- |
| 1.ª (30-10-2014) | La jaula de oro      | Amat Escalante            | Viggo Mortensen     | Leandra Leal     | Arturo Ripstein                    | José Carlos Avellar       |
| 2.ª (25-11-2015) | El club              | Pablo Larraín Ciro Guerra | Alfredo Castro      | Dolores Fonzi    | Patricio Guzmán                    | Jorge Ayala Blanco        |
| 3.ª (7-12-2016)  | Neruda               | Kleber Mendonça Filho     | Guillermo Francella | Sonia Braga      | Alejandro Jodorowsky               | Miguel Marías             |
| 4.ª (6-12-2017)  | Una mujer fantástica | Sebastián Lelio           | Oscar Martínez      | Daniela Vega     | Norma Aleandro                     | Isaac León Frías          |
| 5.ª (7-11-2018)  | Pájaros de verano    | Marcelo Martinessi        | Lorenzo Ferro       | Carmiña Martínez | Luiz Carlos Barreto y Lucy Barreto | Luciano Monteagudo        |

## Categorías
Premios principales
- Cine (desde 2014)
  - Mejor Largometraje de Ficción Iberoamericana
  - Mejor Largometraje de Ficción no Iberoamericana
  - Mejor Director
  - Mejor Actuación Masculina
  - Mejor Actuación Femenina
  - Mejor Guion
  - Mejor Música
  - Mejor Fotografía
  - Mejor Sonido
  - Mejor Vestuario
  - Mejor Edición
  - Mejor Diseño de arte
  - Mejor Largometraje Documental
  - Mejor director novel
  - Mejor interpretación masculina de reparto
  - Mejor interpretación femenina de reparto
  - Mejor actor revelación
  - Mejor actriz revelación
  - Mejor canción original
  - Mejor fotografía
  - Mejor montaje
  - Mejor maquillaje y peluquería
  - Mejores efectos especiales
  - Mejor dirección de producción
  - Mejor película de animación
  - Mejor cortometraje de ficción
  - Mejor cortometraje de animación
  - Mejor cortometraje documental
  - Premio Fénix de Honor - Fénix a la Trayectoria
- Televisión (desde 2014)
  - Mejor programa informativio
  - Mejor programa de actualidad
  - Mejor programa de entretenimiento
  - Mejor ficción Iberoamericana (serie de televisión)
  - Mejor ficción no Iberoamericana (serie de televisión)
  - Mejor película para televisión Iberoamericana (telefilme)
  - Mejor película para televisión no Iberoamericana (telefilme)
  - Mejor programa documental
  - Mejor presentador/a de informativos
  - Mejor presentador/a de programas
  - Mejor reportero/a
  - Mejor interpretación masculina
  - Mejor interpretación femenina
  - Mejor interpretación masculina de reparto
  - Mejor interpretación femenina de reparto
  - Mejor guion
  - Mejor dirección
  - Mejor realización
  - Mejor producción
  - Mejor dirección de fotografía e iluminación
  - Mejor dirección de arte y escenografía
  - Mejor maquillaje, peluquería y caracterización
  - Mejor música para televisión
  - Mejor autopromoción y/o imagen corporativa
  - Mejor canal temático
  - Premio Fénix Toda una vida

Reconocimientos Especiales
- Fénix al Trabajo Crítico (desde 2014)
- Fénix al Festival Iberoamericano de Cine (desde 2014)
- Fénix de los Exhibidores (desde 2014)

## Premios y nominaciones por países
| Países         | Premios | Nominaciones |
| -------------- | ------- | ------------ |
| España         | 17      | 89           |
| Chile          | 12      | 31           |
| Argentina      | 10      | 48           |
| México         | 9       | 40           |
| Estados Unidos | 8       | 14           |
| Francia        | 7       | 36           |
| Brasil         | 7       | 25           |
| Colombia       | 6       | 14           |
| Alemania       | 3       | 15           |
| Portugal       | 2       | 16           |
| Uruguay        | 2       | 11           |
| Países Bajos   | 2       | 8            |
| Guatemala      | 1       | 5            |
| Venezuela      | 0       | 9            |
| Dinamarca      | 0       | 6            |
| Noruega        | 0       | 6            |
| Suiza          | 0       | 6            |
| Grecia         | 0       | 2            |
| Bolivia        | 0       | 2            |
| Catar          | 0       | 2            |
| Cuba           | 0       | 2            |
| Total          | 86      | 387          |

## Otros premios de cine
- Premios Óscar de la Academia de las Artes y las Ciencias Cinematográficas de Hollywood
- Premios Globo de Oro de la Asociación de la Prensa Extranjera de Hollywood
- Premios Platino de la EGEDA y la FIPCA
- Premios Ariel de la Academia Mexicana de Artes y Ciencias Cinematográficas
- Premios Goya de la Academia de las Artes y las Ciencias Cinematográficas de España
- Premios Iris de la Academia de las Ciencias y las Artes de Televisión de España
- Premios Cóndor de Plata de la Asociación de Cronistas Cinematográficos de la Argentina
- Premios Sur de la Academia de las Artes y Ciencias Cinematográficas de la Argentina
- Premios del Cine Europeo de la Academia del Cine Europeo
- Premios Coral del Festival Internacional del Nuevo Cine Latinoamericano de La Habana
- Premios La Silla de la Asociación Dominicana de Profesionales de la Industria del Cine